# DJ Opia
Roman Ševčík (* 1979, Brno), vystupující pod pseudonymem Opia je český hudební producent, DJ a videomaker. Je znám působením v rapové kapele Naše Věc či v uskupení DJů Illuzionists, ale i ze svého pozdějšího působení na sólové dráze.

## Kariéra
Jeho působení na hudební scéně odstartovalo druhou studiovou deskou kapely Naše Věc – Blázni jsou ti (2001; Zee Prime), v níž produkoval několik skladeb. S kapelou spolupracoval i na jejich třetí a poslední studiové desce – Hořký menu (2003; XProduction). Mezitím se účastnil několika djských soutěží (DMC, ITF) v technickém djingu (turnatablismus), kde se umisťoval na předních příčkách.[zdroj?]
V roce 2006 vydal svou první sólovou producentskou desku – Cutalogue (XProduction). Zde si pozval několik českých i zahraničních interpretů. Vrcholem alba byla skladba Reign Blood s anglickými Foreign Beggars a spolupráce s Esotericem z amerického Bostonu. V roce 2010 vydal album Sample meeting (XProduction).
V roce 2011 založil s kolegy Tomášem Šiškou a Jaroslavem Kašíkem videoprodukci Tvision, která tvoří videoklipy pro české a slovenské hudební skupiny, jako jsou Chinaski, David Koller, Kontrafakt, Rytmus či Dj Wich. Firma se také zabývá natáčením reklamních spotů.
V roce 2013 zahájil studium na brněnské Masarykově univerzitě v oboru Teorie interaktivních médií.
V roce 2014 vydal desku FilmTape, v roce 2015 Katakomby (pro brněnského rappera Tafroba; Old Kids) a v roce 2017 vydal album Jízdní Neřád (XProduction). Každá z písní alba je pojmenována podle některé ze zastávek městské hromadné dopravy v Brně a vypráví příběhy oněch míst. Na albu se objeví několik hitů, včetně skladby Ústřední hřbitov (Michajlov), Hlavní Nádraží (Michajlov) nebo Bratislavská (MC Gey).
Po úspěšné spolupráci s rapperem Michajlovem působil jako exekutivní producent pro Michaljovu desku 1991. (2018; 1312 Records/XProduction/Ruka Hore). V roce 2019 vydal druhý díl série FimTape.
Jeho hudební tvorbu charakterizují výrazné rytmické linky a žánrový přesah. Aktivně se věnuje video makingu, psaní scénářů, textů, básní, fotografování, produkování skladeb různých interpretů, často skrze žánrové spektrum a vede hudební kurzy pro mladé lidi z okrajových menšin.[zdroj?]

## Diskografie
- 2001: Naše Věc – Blázni jsou ti
- 2003: Naše Věc – Hořký menu
- 2006: Cutalogue
- 2010: Sample meeting
- 2014: FilmTape
- 2015: Katakomby (pro Tafroba)
- 2017: Jízdní Neřád
- 2019: FimTape 2
- 2022: Velkej průser